# Aserbaidschanischer Fußballpokal 2023/24
Der Aserbaidschanischer Fußballpokal 2023/24 war die 32. Austragung des Pokalwettbewerbs im Fußball in Aserbaidschan. Pokalsieger wurde FK Qəbələ. Qarabağ war als Meister bereits für die UEFA Champions League 2024/25 qualifiziert, sodass der Platz für die UEFA Conference League 2024/25 an die ligabeste Mannschaft ging, die nicht bereits für einen der europäischen Wettbewerbe qualifiziert war.

## Modus
In den ersten drei Runden und im Finale wurden die Begegnungen in einem Spiel entschieden. Bei unentschiedenem Ausgang wurde das Spiel verlängert und gegebenenfalls durch Elfmeterschießen entschieden.
Im Viertel- und Halbfinale wurden die Sieger in Hin- und Rückspiel ermittelt. Bei Torgleichstand in beiden Spielen wurde das Rückspiel verlängert und ggf. ein Elfmeterschießen zur Entscheidung ausgetragen.

## Teilnehmer
| Premyer Liqası (10) | Birinci Divizionu (10) | İkinci Divizionu (14)                                                                              | İkinci Divizionu (14)                                                                              |
| --- | --- | -------------------------------------------------------------------------------------------------- | -------------------------------------------------------------------------------------------------- |
| - Araz-Naxçıvan PFK - PFK Kəpəz - Neftçi Baku PFK - FK Qarabağ Ağdam - FK Qəbələ - Səbail FK - Sabah FK - Sumqayıt PFK - PFK Turan Tovuz - Zirə FK | - Araz Saatlı FK - Difai Ağsu - FK Energetik Mingəçevir - İmişli FK - İrəvan FK - FK Karvan Yevlax - MOİK Baku PFK - Qaradağ Lökbatan FK - Şamaxı FK - Zaqatala PFK | - Ağdaş FK - Baku Sportinq FK - Cəbrayıl FK - FK Dinamo Baku - FK Füzuli - FK Göygöl - FK Kür-Araz | - FK Kürmük Qax - FK Lerik - FK Qusar - FK Şahdağ Qusar - Şəki Siti FK - FK Şəmkir - FK Shafa Baku |

## 1. Runde
In dieser Runde nahmen 14 Drittligisten teil.
| Datum      |                  | Ergebnis              |                 |
| ---------- | ---------------- | --------------------- | --------------- |
| 18.11.2023 | FK Füzuli        | 0:1                   | FK Lerik        |
| 18.11.2023 | FK Qusar         | 0:0 n. V. (4:5 i. E.) | FK Şahdağ Qusar |
| 18.11.2023 | FK Göygöl        | 2:1                   | FK Dinamo Baku  |
| 19.11.2023 | Ağdaş FK         | 0:2 n. V.             | Cəbrayıl FK     |
| 19.11.2023 | Şəki Siti FK     | 1:2                   | FK Kür-Araz     |
| 19.11.2023 | Baku Sportinq FK | 6:0                   | FK Kürmük Qax   |
| 20.11.2023 | FK Shafa Baku    | 1:1 n. V. (5:3 i. E.) | FK Şəmkir       |

## 2. Runde
Teilnehmer: Die sieben Sieger der 1. Runde, alle zehn Zweitligisten und fünf Erstligisten.
| Datum      |                       | Ergebnis  |                          |
| ---------- | --------------------- | --------- | ------------------------ |
| 28.11.2023 | Araz Saatlı FK (II)   | 1:4       | İrəvan FK (II)           |
| 28.11.2023 | FK Karvan Yevlax (II) | 1:0       | Difai Ağsu (II)          |
| 28.11.2023 | MOİK Baku PFK (II)    | 1:0       | Cəbrayıl FK (III)        |
| 28.11.2023 | FK Shafa Baku (III)   | 0:2       | Səbail FK (I)            |
| 28.11.2023 | PFK Turan Tovuz (I)   | 5:1       | FK Göygöl (III)          |
| 29.11.2023 | PFK Kəpəz (I)         | 2:0 n. V. | Baku Sportinq FK (III)   |
| 29.11.2023 | FK Şahdağ Qusar (III) | 0:1       | Qaradağ Lökbatan FK (II) |
| 29.11.2023 | FK Kür-Araz (III)     | 1:6       | Araz-Naxçıvan PFK (I)    |
| 29.11.2023 | FK Lerik (III)        | 0:6       | Sumqayıt PFK (I)         |
| 30.11.2023 | Zaqatala PFK (II)     | 0:1       | Şamaxı FK (II)           |
| 30.11.2023 | İmişli FK (II)        | 1:0       | FK Energetik Mingəçevir  |

## Achtelfinale
Teilnehmer: Die elf Sieger der 2. Runde und die besten fünf Erstligisten der Saison 2022/23.
| Datum      |                      | Ergebnis |                          |
| ---------- | -------------------- | -------- | ------------------------ |
| 18.12.2023 | PFK Kəpəz (I)        | 3:4      | Sabah FK (I)             |
| 18.12.2023 | Sumqayıt PFK (I)     | 3:1      | FK Karvan Yevlax (II)    |
| 19.12.2023 | İrəvan FK (II)       | 2:8      | Araz-Naxçıvan PFK (I)    |
| 19.12.2023 | İmişli FK (II)       | 0:1      | FK Qəbələ (I)            |
| 20.12.2023 | Səbail FK (I)        | 6:0      | Şamaxı FK (II)           |
| 20.12.2023 | Zirə FK (I)          | 2:1      | PFK Turan Tovuz (I)      |
| 21.12.2023 | FK Qarabağ Ağdam (I) | 1:0      | MOİK Baku PFK (II)       |
| 21.12.2023 | Neftçi Baku PFK (I)  | 4:0      | Qaradağ Lökbatan FK (II) |

## Viertelfinale
| Datum             |                       | Gesamt |                      | Hinspiel | Rückspiel |
| ----------------- | --------------------- | ------ | -------------------- | -------- | --------- |
| 30.01./08.02.2024 | Səbail FK (I)         | 1:5    | Zirə FK (I)          | 1:2      | 0:3       |
| 30.01./08.02.2024 | Sabah FK (I)          | 05:10  | FK Qarabağ Ağdam (I) | 1:7      | 4:3       |
| 31.01./09.02.2024 | Araz-Naxçıvan PFK (I) | 2:3    | FK Qəbələ (I)        | 1:1      | 0:2       |
| 31.01./09.02.2024 | Sumqayıt PFK (I)      | 3:4    | Neftçi Baku PFK (I)  | 2:3      | 1:1       |

## Halbfinale
| Datum             |                     | Gesamt |                      | Hinspiel | Rückspiel |
| ----------------- | ------------------- | ------ | -------------------- | -------- | --------- |
| 02.04./24.04.2024 | Neftçi Baku PFK (I) | 8:1    | FK Qarabağ Ağdam (I) | 0:4      | 1:4       |
| 03.04./24.04.2024 | Zirə FK (I)         | 4:1    | FK Qəbələ (I)        | 2:1      | 2:0       |

## Finale
| Paarung          | Zirə FK – FK Qarabağ Ağdam |
| Ergebnis         | 1:2 (0:1) |
| Datum            | 2. Juni 2024 |
| Stadion          | Liv Bona Dea Arena, Baku |
| Zuschauer        | 5.500 |
| Schiedsrichter   | Ravan Hamzazada |
| Tore             | 0:1 Juninho (42.) 1:1 Ismayıl Ibrahimli (57.) 1:2 Abdellah Zoubir (62.) |
| Zirə FK          | Tiago Silva – Ruan Renato, Stephane Acka, Dimitrios Chantakias – Maqsad Isayev (84. Ceyhun Nurijew), Qismət Alıyev , Pierre Zabli (84. Salifou Soumah), Fuad Bayramov (58. Rüstəm Achmədsada) – Ismayıl Ibrahimli, Rəhim Sadıxov (69. César Meza Colli) – Raphael Utzig Cheftrainer: Rəşad Sadıqov                             |
| FK Qarabağ Ağdam | Andrei Lunjow – Matheus Silva, Bəhlul Mustafazadə, Badavi Hüseynov , Elvin Cəfərquliyev – Marko Janković (88. Patrick Andrade), Júlio Romão, Leandro Andrade (90.+3' Aleksey İsayev) – Nəriman Axundzadə (74. Toral Bayramov), Juninho (88. Redon Xhixha), Abdellah Zoubir (90.+3' Hamidou Keyta) Cheftrainer: Qurban Qurbanov |
| Gelbe Karten     | Rəhim Sadıxov (59.), Ruan Renato (76.) – Juninho (85.), Hamidou Keyta (90.+5') |